# Spånga-Tensta
Spånga-Tensta était un quartier, ancien district du Sud de Stockholm, en  Suède.
Les districts de Spånga-Tensta et de Rinkeby-Kista ont fusionné conformément à la décision du conseil municipal du 24 avril 2023 pour former le district de Järva le 1er juillet 2023.

## Situation
Il couvre les arrondissements de Flysta, Solhem, Lundby, Sundby et Tensta. Sa population était en 2004 de 34 448 habitants.
Le quartier de Tensta est connu pour l'importance de sa population immigrée, son taux de chômage très élevé et ses problèmes de violence. Cette violence croissante et le poids du fondamentalisme religieux sont notamment illustrés par le départ de Nalin Pekgul, une personnalité social-démocrate bien connue, défenseur des immigrants dans les banlieues quittant le district de Tensta parce qu'elle pense qu'il est devenu trop dangereux. « Tensta est devenu trop dangereux pour les enfants », affirme-t-elle dans un entretien pour la radio suédoise en 2005.

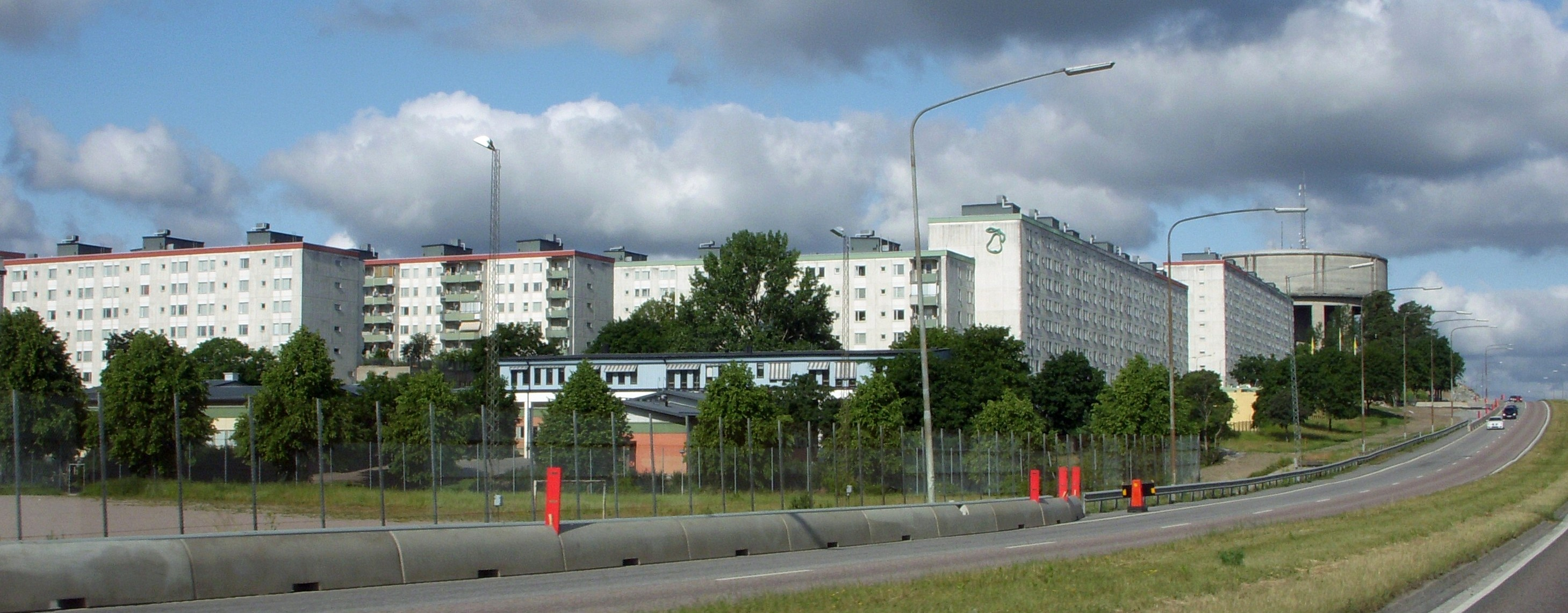
Vue du quartier de Tensta.

## Histoire
Spånga-Tensta a été créé le 1er janvier 2007 par la fusion des districts de Spånga et Tensta.
Il fusionne avec celui de Rinkeby-Kista en 2023 pour former le district de Järva.
En 2015, une journaliste suédoise voulant vérifier les dires des policiers affirmant que les menaces et les jets de pierres sont devenus omniprésents quand ils patrouillent dans cette banlieue, est elle-même chassée à coups de pierres alors qu'elle tournait un reportage dans le quartier.